# Takeo Kanade
Takeo Kanade (Hyōgo, 24 de outubro de 1945) é um informático japonês.
Recebeu em 2008 o Prêmio Bower de Realização em Ciência. Recebeu em 2016 o Prêmio Kyoto.